# Хемоцианин
Хемоцианинът е кръвен пигмент, хромопротеид. Хемоцианинът, за разлика от хемоглобина, съдържа в молекулата си мед, а не желязо.
Хемоцианин имат почти всички мекотели и ракообразни. Той е разтворен в хемолимфата. При него два атома мед се свързват с една молекула кислород. Свързан с кислород, хемоцианинът става оксихемоцианин, който има сиво-синкав цвят. Когато не е свързан с кислород, той е бледожълт или безцветен.
Той служи за преносител на кислорода от външните дихателни органи до клетките.
Хемоцианинът е открит от белгийския учен Леон Фредерик.